# Френк Генрі
Френк Генрі (англ. Frank Henry; 15 грудня 1909 — 25 серпня 1989) — американський вершник.
Олімпійський чемпіон 1948 року в командному триборстві, срібний призер 1948 (індивідуальне триборство), 1948 (командна виїздка) років.